# Master (film 2021)
Master è un film del 2021 diretto da Lokesh Kanagaraj.

## Trama
Bhavani assiste al massacro della sua famiglia ad opera di gangster nemici di suo padre, un uomo onesto. Rinchiuso in un carcere minorile di provincia dove subisce pestaggi e vessazioni, per sopravvivere perde ogni scrupolo. Rilasciato, si mette al servizio dei gangster che gli hanno ucciso la famiglia, scalando nei 17 anni seguenti la gerarchia fino alla cima, spodestandoli e uccidendoli. Costruito un temuto impero criminale che controlla il business dei camionisti della regione, evitando la prigione grazie a un sistema con cui costringe i detenuti del carcere minorile ad assumersi la colpa dei suoi crimini, decide che è ora di legittimare la propria autorità facendosi eleggere segretario del sindacato dei camionisti.
JD è un professore universitario di Chennai amatissimo dagli studenti per i suoi metodi d'insegnamento anti-conformisti, osteggiati dai colleghi: l'unica ad averlo in simpatia è la nuova arrivata, Charu. JD soffre anche di alcolismo, maturato in seguito a un lutto di cui nessuno ha mai scoperto la natura, siccome ogni discussione al riguardo finisce col suo plagiare le trame di vecchi film. Per convincere il preside a indire delle elezioni studentesche, JD gli promette le sue dimissioni in caso di disordini: tutto fila liscio e le elezioni terminano con la vittoria della sua pupilla Vanathi contro il candidato figlio di papà, Bhargav. Tuttavia, gli scagnozzi del padre sono meno sportivi del figlio e, fintisi studenti, mettono a ferro e fuoco il campus finché JD non li ferma.
Licenziato, JD sprofonda ancor di più nell'alcolismo. Un giorno si trova trasferito a un carcere minorile di provincia per la cui cattedra non ricorda nemmeno di avere fatto domanda. Fa buon viso a cattivo gioco e vi applica senza troppi sforzi il suo metodo, incurante degli avvertimenti riguardo al clima di degrado e violenza. Un giorno, due fratellini suoi studenti gli fanno scivolare in tasca un biglietto mentre dorme ubriaco in classe, nel quale gli chiedono aiuto per sottrarsi al ricatto di Bhavani, ma JD non se ne accorge. La sera, quando provano a chiamarlo con un telefonino rubato a uno degli sgherri di Bhavani, è di nuovo ubriaco e i due bambini vengono scoperti e uccisi da Bhavani, che li impicca in classe come monito.
Sgomento, JD viene trattenuto in attesa di indagini. Charu gli fa visita in cella, delusa dalla sua negligenza e rivelandogli di essere stata lei a mandarlo lì dopo avere scoperto il suo passato: JD stesso era un giovane delinquente che un bravo professore aveva rimesso sulla retta via ma la cui morte aveva segnato nel profondo. Charu in realtà fa parte di un'ONG che indaga sui crimini verificatisi nella struttura e sperava che JD potesse aiutare proprio quei due bambini che l'avevano contattata. Mentre legge il biglietto dei due fratellini, in cui descrivono le violenze a cui erano sottoposti, gli scagnozzi di Bhavani fanno visita a JD per minacciarlo, ma lui li sconfigge e promette a Bhavani di fargli pagare la morte dei due fratelli.
Smesso per sempre di bere, JD prende lentamente controllo del carcere, intenzionato di rieducare i detenuti, ma si scontra con l'omertà rappresentata da Das, un detenuto diciassettenne responsabile dei più piccoli e braccio destro di Bhavani. JD registra un video da mandare al tribunale, dove i bambini testimoniano dei crimini di Das e Bhavani, ma gli scagnozzi lo confiscano, quasi uccidendo Charu. JD passa dunque al contrattacco e, una volta scoperto dai bambini che Bhavani regala loro cibo e medicine gratuite in cambio di autoaccusarsi dei suoi crimini, si fa accompagnare nei covi dei criminali e ne distrugge le scorte per interrompere lo sfruttamento. 
Bhavani si vendica facendo uccidere alcuni ex studenti di JD, tra cui Bhargav. Mentre JD è fuori città per il lutto, Das carica la maggior parte dei detenuti su dei camion, con l'intenzione di portarli fuori dal Tamil Nadu. Grazie alle capacità d'arciere di Vanathi, JD ferma il convoglio e salva i bambini. Riesce quindi a far capire a Das che non deve alcuna lealtà a Bhavani, il quale sta infatti progettando di ucciderlo per sbarazzarsi dell'ultima cosa che lo collega ai crimini del carcere minorile. Das guida JD e i bambini alla base di Bhavani, dove i due si affrontano e JD ha la meglio, uccidendolo incurante delle promesse di Bhavani di dargli una posizione in politica. Dopo che lo scandalo viene a galla, il carcere viene chiuso dal governo e bambini e ragazzi vengono inviati in delle strutture migliori: Tra questi ci sono JD e Das, che subito cominciano a rieducare i nuovi detenuti.

## Colonna sonora
Tutte le musiche e le canzoni del film sono state composte da Anirudh Ravichander. La colonna sonora, composta da otto brani, è stata pubblicata da Sony Music il 15 marzo 2020, preceduta da tre singoli: Kuṭṭi Story il 14 febbraio, Vātti Coming il 4 marzo e Vātti Raid il 14 marzo. Le due tracce bonus, Vātti Kabaddi e Master the Blaster, composte durante il rinvio dell'uscita del film a causa dello scoppio della pandemia di COVID-19 in India, sono state pubblicate rispettivamente il 13 e il 14 gennaio 2021. La colonna sonora strumentale è stata pubblicata dalla Sony il 5 febbraio 2021.
La colonna sonora è stata ascoltata 1,5 miliardi di volte sulle piattaforme di streaming musicali indiane, diventando l'album in lingua tamil più streammato del 2020.

### Tracce

#### Soundtrack
Musiche di Anirudh Ravichander; edizioni musicali Sony Music.
1. Gana Balachandar e Anirudh Ravichander – Vātti Coming – 3:50 (testo: Gana Balachandar)
2. Yuvan Shankar Raja – Anta kaṇṇā pātāra – 3:16 (testo: Vignesh Shivan)
3. Vijay e Anirudh Ravichander – Kuṭṭi Story – 5:04 (testo: Arunraja Kamaraj)
4. Anirudh Ravichander – Quit Paṇṇuṭā – 4:16 (testo: Vignesh Shivan)
5. Beat of Master – 1:15
6. Santhosh Narayanan – Poḷakkaṭṭum paṟa paṟa – 3:38 (testo: Vishnu Edavan)
7. C. B. Vinith – Pōṉā pōkaṭṭum – 1:37 (testo: Vishnu Edavan)
8. Arivu e Anirudh Ravichander – Vātti Raid – 3:29 (testo: Arivu)

Bonus track
1. Maran e Jayamoorthy – Vātti Kabaddi – 3:21 (testo: Pa. Vijay)
2. Bjorn Surrao – Master the Blaster – 1:33 (testo: Bjorn Surrao)

#### Score
Musiche di Anirudh Ravichander; edizioni musicali Sony Music.
1. JD Intro – 1:21
2. Bhavani Theme – 1:22
3. JD The Alcoholic – 1:58
4. College Election – 1:26
5. College Fight – 2:19
6. JD Badass Theme – 1:17
7. Pōṉā Pōkaṭṭum Sad – 1:55
8. The Letter – 1:18
9. Interval Fight – 2:11
10. I'm Waiting – 1:18
11. Jail Chaos – 4:15
12. Bucket List – 0:50
13. Archery Fight – 2:15
14. JD vs Bhavani – 2:17

Il tema JD Intro è stato riutilizzato nei titoli di testa di successivi film di Vijay, come Beast (2022), Vāricu (2023) e Leo (2023).

## Promozione
Il teaser trailer del film è stato pubblicato in rete il 14 novembre 2020 in concomitanza con Diwali. Ha totalizzato oltre 50 milioni di visualizzazioni e 2,5 milioni di "Mi piace" su YouTube entro 24 ore, diventando il teaser trailer più visto e "apprezzato" di sempre di un film dell'India meridionale, finché questo primato non è stato battuto dal teaser trailer di K.G.F: Chapter 2 (2022), con 78 milioni di visualizzazioni e 4,2 milioni di "Mi piace". In occasione della sua uscita, Twitter ha dedicato al film un'apposita emoji.

## Distribuzione
L'uscita del film, prevista per il 9 aprile 2020, è stata annullata a marzo in seguito della chiusura delle sale cinematografiche a causa della diffusione della pandemia di COVID-19. La produzione ha assicurato che il film sarebbe comunque uscito al cinema. Le sale hanno poi riaperto in vari Stati dell'India il 10 novembre seguente, in vista di Diwali, ma l'uscita del film era ormai slittata al 2021, segnando il primo anno solare dal 1992 nel quale non fosse stato distribuito un film di Vijay. Nel novembre del 2020 la produzione ha ribadito il proprio impegno a distribuire il film nelle sale, sottolineando quanto questo fosse cruciale per il rilancio dell'industria cinematografica del Paese, che aveva subito perdite senza precedenti a causa della pandemia.
Il mese seguente, la produzione ha annunciato che il film sarebbe uscito il 13 gennaio 2021, dopo che il governo del Tamil Nadu aveva revocato il limite del 50% alla capienza massima autorizzata per i cinema decretato dal governo centrale, in seguito anche a un colloquio personale di Vijay col Ministro capo dello Stato Edappadi K. Palaniswami. La decisione, condannata da diversi dottori e virologi, è stata poi impugnata dal governo centrale, costringendo l'esecutivo Palaniswami a ripristinare il limite del 50% di capienza massima per le sale.
Il film è stato infine distribuito il 13 gennaio 2021, a ridosso di Pongal, in oltre 1000 copie nel Tamil Nadu nell'originale tamil, in 600 copie nell'Andhra Pradesh e nel Telangana, doppiato in telugu, ed in 200 copie nel Kerala, dove i cinema hanno riaperto per la prima volta dallo scoppio della pandemia, doppiato in malayalam. Il 14 gennaio è stato distribuito in ulteriori 500 copie nell'India centrale e in Rajasthan, Delhi, Uttar Pradesh e Punjab orientale, nelle versioni in tamil, telugu e hindi.
Il film è stato reso disponibile in streaming su Amazon Prime Video, che ne aveva acquistato i diritti di distribuzione digitale per 500 milioni di rupie (pari a circa 6 milioni di dollari), a partire dal 29 gennaio 2021, ad appena 16 giorni dalla sua uscita nelle sale. Gli esercenti cinematografici, lamentando che questa scelta avrebbe incentivato la pirateria audiovisiva e danneggiato i cinema, hanno annunciato che non avrebbero più proiettato nessun film che non avesse rispettato una finestra di sfruttamento di almeno 30 giorni prima dello streaming.

## Accoglienza

### Incassi
Nonostante l'uscita anticipata in streaming e una capienza delle sale dimezzata, il film è stato un successo al botteghino, incassando una cifra compresa tra i 2,2 e 3 miliardi di rupie, pari a fino a 36 milioni di dollari. È diventato il maggiore incasso dell'anno per un film di lingua tamil, nonché il 4º maggiore incasso dell'anno in India, dopo di Aṇṇātta e prima di 83. Al suo successo è stato riconosciuto il merito, da parte di riviste di settore come Deadline Hollywood, d'aver "rivitalizzato" le sale cinematografiche indiane dopo la pandemia.